# Micronia punctatissima
Micronia punctatissima är en fjärilsart som beskrevs av M.Gaede 1929. Micronia punctatissima ingår i släktet Micronia och familjen Uraniidae. Inga underarter finns listade i Catalogue of Life.